# Лисунов, Василий Филиппович
Василий Филиппович Лисунов (1922 или 1923 или 1925 или 1927 — 29 апреля 1945) — ефрейтор Красной армии; участник Великой Отечественной войны и полный кавалер ордена Славы.

## Биография
По разным данным родился в 1922 году, 1923 году, 1925 году или же в 1927 году в Харькове (ныне Украина) в рабочей семье. По национальности — русский. Окончил 7 классов школы, после чего начал работать на заводе. После начала Великой Отечественной войны находился на оккупированной территории.
11 марта 1943 года был призван в ряды Красной армии. Служил в 113-й танковой бригаде (с июля 1943 года — 55-я гвардейская танковая бригада). Сначала служил стрелком в мото-пулемётном батальоне, а затем был разведчиком в роте управления.
19 июля 1943 года во наступления на деревню Голубок (Орловская область) Василий Лисунов находился в составе танкового десанта. Во время боя в немецком тылу Василием Лисуновым было уничтожено около 25 немецких солдат. 25 июля того же года Лисунов был награждён своей первой боевой наградой — орденом Красной Звезды.
С декабря 1943 года по январь 1944 года танковая бригада в которой служил Василий Лисунов принимала участие в  Житомирско-Бердичевской операции, красноармеец Василий Филиппович Лисунов был разведчиком в роте управления бригады.
31 декабря 1943 года группа разведчиков, в составе которой находился Василий Лисунов проникла в село Перлявка (близ города Житомир, Украина) и уничтожила находившуюся там группу немецких солдат. В ходе этого боя Василием Лисуновым было уничтожено две грузовых машины и приблизительно 25 немецких солдат.
Ночью с 7 на 8 января 1944 года близ села Жеребк (близ Житомира) группа разведчиков, в составе из 4 человек и Василий Лисунов вынесли с территории, занятой вражескими войсками, двух тяжелораненых офицеров Красной армии. За это Василий Лисунов был представлен к награждению орденом Красного Знамени, но 19 февраля того же года он был награждён орденом Славы 3-й степени.
Летом 1944 года во время боев в ходе Львовско-Сандомирской операции гвардии красноармеец Василий Лисунов точно и вовремя выполнял все задания командования касаемые разведки. 19 июля во время боев близ села Жултанце при отбитии вражеской контратаки Василий Лисунов из личного оружия уничтожил несколько немецких солдат. В дальнейшем был в числе первых форсировавших Вислу и вместе с группой разведчиков проник в глубь вражеского тыла на 26 км. Во время рейда разведчики уничтожили около взвода немецких солдат, взяли в плен 6 немецких военнослужащих, в том числе и офицера. За эти бои 7 сентября 1944 года Василий Лисунов был награжден орденом Отечественной войны 1-й степени.
С 25 по 26 января 1945 года во время боев близ  населенного пункта Гросс-Рауден (гмина Руды-Вельки, Рацибужский повят, Катовицкое воеводство, Польша) гвардии ефрейтор  Василий Лисунов вместе с разведывательной группой добыли важные данные, которые способствовали успешному выполнению боевой задачи. В это время Василий Лисунов лично уничтожил несколько немецких солдат и принимал участие во взятии 10 пленных. 1 февраля 1945 года Василий Лисунов был награждён орденом Славы 2-й степени.
В апреле 1945 года 55-я гвардейская танковая бригада участвовала в Берлинской наступательной операции, бригада участвовала в прорыве вражеской обороны западнее реки Нейсе, форсировании реки Шпрее, окружении и взятии города Берлин.

## Награды
Василий Филиппович Лисунов был награждён следующими наградами:
- Орден Отечественной войны 1-й степени (7 сентября 1944)[3];
- Орден Отечественной войны 2-й степени (22 января 1944)[4];
- Орден Красной Звезды (25 июля 1943)[5];
- Орден Славы 1-й степени (27 июня 1945)[6];
- Орден Славы 2-й степени (1 февраля 1945 — № 10214)[7];
- Орден Славы 3-й степени (19 февраля 1944 — № 3936)[8];
- Знак «Гвардия».